# Персидско-византийские войны
Персо-византийские войны — завершающий этап римско-персидских войн: цепь конфликтов между Византией и государством Сасанидов за контроль над Арменией, Сирией, Египтом и Месопотамией.
Иногда рассматривается[кто?] как одна большая Персидско-византийская война, так как за 126 лет от начала первой до конца последней войны в течение 75 лет государства находились в состоянии войны. Несмотря на ряд отдельных успехов у каждой из сторон, в целом ни одна из сторон так и не смогла добиться решительного перевеса и одержать решительную победу. Войны обозначили максимально крайний предел расширения границ обеих империй и завершились фактическим восстановлением статуса-кво, приведя к крайнему истощению ресурсов обеих держав.
Итогом затяжного военного противостояния стало взаимное ослабление Византии и государства Сасанидов, что открыло дорогу арабским завоеваниям Ближнего Востока.